# Stolwijkersluis (buurtschap)

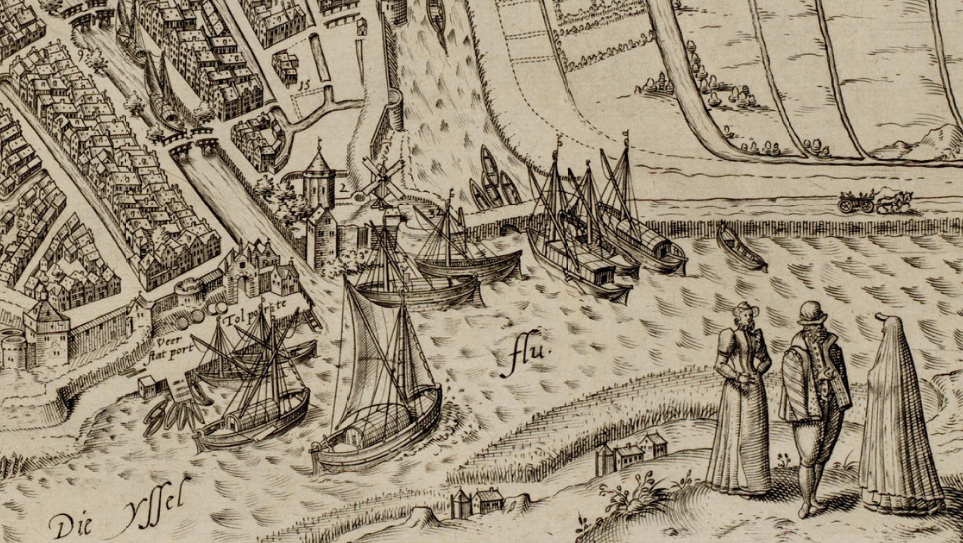
Fragment van een kaart van Gouda door Braun & Hogenberg (1585) - midden onder huisjes bij Stolwijkersluis

Stolwijkersluis is een buurtschap behorende tot de gemeente Gouda, in de Nederlandse provincie Zuid-Holland. De buurtschap ligt ten zuiden van Gouda aan de N228 richting Haastrecht.
Stolwijkersluis is genoemd naar een afwateringssluis van de Krimpenerwaard naar de Hollandse IJssel. De afwatering ontstond in de 14e eeuw, nadat op 24 maart 1370 Stolwijk en Achterbroek toestemming kregen van Jan van Blois, Heer van Schoonhoven en Gouda, voor de aanleg van een vrije watergang naar de IJssel. Op 31 december 1371 gaf ook Jan van Polanen, Heer van de Lek en Breda toestemming. De watergang mocht voorzien in zoveel vlieten en sluizen als nodig was voor de afwatering. Vanaf 1377 leidde Stolwijkersluis al een zelfstandig bestaan. Rond de toen reeds bestaande sluis ontstond een woongemeenschap.
De naam van het dorp Gouderak kwam voor het eerst voor in 1274. Een halve eeuw later was Gouderak 'ambachtsheerlijkheid', dat het recht geeft om recht te spreken. Daartoe had Gouderak een rechthuis, dat zich in het oostelijk deel van Gouderak bevindt, dat deel wat bekendstaat als Stolwijkersluis. Het rechthuis (Regthuys) was gevestigd in een herberg aan de Gouderaksedijk ter hoogte van het voetveer naar Gouda. In dit Regthuys werd ook voor de 'ambachtsheerlijkheid' Gouderak recht gesproken. Niet alleen Gouderak, maar ook Stolwijk en Haastrecht hadden stukjes grond in Stolwijkersluis. Het Haastrechtse deel (later opgegaan in de gemeente Vlist en vervolgens in de gemeente Krimpenerwaard was dat deel dat zuidelijk ligt van de IJsseldijk naar Haastrecht, tot aan buurtschap Beneden Haastrecht. De gemeentegrens ligt iets zuidelijker, namelijk op de provinciale weg naar Haastrecht.
Stolwijkersluis ontwikkelde zich als knooppunt waar verkeer uit de Krimpenerwaard en Gouda samenkwam. Omdat Gouda een belangrijke handelsstad was kwamen veel boeren uit de regio via Stolwijkersluis. Om op tijd op de markt in Gouda te zijn reisden ze de dag ervoor tot Stolwijkersluis en overnachten daar. Stolwijkersluis had daardoor een concentratie van herbergen.
In 1827 kwam landmeter W.J. van Campen tot de ontdekking dat er een stukje Stolwijk was, volledig omringd door Gouderak en Haastrecht. Deze Stolwijkse enclave lag aan de IJssel, grotendeels buitendijks, in Stolwijkersluis. Omdat hij de opdracht had om onder andere enclaves en andere grenstechnische rariteiten te corrigeren maakt hij van de grensverlegging op 14 augustus 1827 een proces-verbaal van grensbepaling op en bracht hij de enclave aldus onder bij Haastrecht, omdat het 'volgens zijn topographischen ligging zeer gevoeglijk' bij Haastrecht past. De grenscorrectie werd op 5 februari 1828 per Koninklijk Besluit nr. 118 vastgelegd. De Haastrechtse burgemeester J.C. Muller hield wijselijk zijn mond, maar toen de Stolwijkse burgemeester A. de Ruijter erachter kwam, tekende hij protest aan. Het Koninklijk Besluit werd met een nieuw Koninklijk Besluit nr. 89 op 29 januari 1830 door koning Willem I herroepen. In dit besluit staat 'dat het gedeelte bekend onder den naam van Stolwijker Sluis als vanouds tot de Gemeente Stolwijk zal blijven behoren'. In 1964 werd dit deel van Stolwijk uiteindelijk toch deel van een andere gemeente, maar dan van Gouda.
Ook in 1985 vonden er nog grenscorrecties plaats in Stolwijkersluis, waardoor de buurtschap grotendeels binnen de gemeentegrenzen van Gouda kwam te liggen. Kleine stukjes vielen echter onder de toenmalige gemeente Vlist (voorheen Haastrecht), namelijk de zuidzijde van de Provincialeweg West en de Schoonhovenseweg, alsmede onder de toenmalige gemeente Ouderkerk (voorheen Gouderak), namelijk de zuidzijde van de Gouderakse Tiendweg en het verlengde van de Gouderaksedijk, het Middelblok. In 2015 gingen de gemeenten Vlist en Haastrecht op in de nieuwe gemeente Krimpenerwaard.
De buurtschap Stolwijkersluis ligt zuidelijk van Gouda en is het enige deel van Gouda dat aan de zuidkant van de Hollandsche IJssel ligt. De buurtschap bestaat uit slechts een klein aantal wegen, die voor een groot deel de ontsluiting vanaf de rotonde zuid van de Haastrechte Brug vormen naar de omliggende plaatsen. De provinciale weg West gaat oostelijk naar Haastrecht, de Schoonhovenseweg gaat zuidelijk naar Stolwijk en de Gouderaksedijk gaat westelijk naar Gouderak. De Oudebrugweg was de verbinding tussen de oude brug over de IJssel en de Gouderaksedijk. Deze brug werd in 1954 vervangen door de nieuwe Haastrechtse brug en daarna gesloopt. In het verlengde van de Oudebrugweg richting Stolwijk ligt de oude weg naar Stolwijk, de Goudseweg. In oostelijke richting bevindt zich de Zuider IJsseldijk, die de vroegere doorgaande verbinding naar Haastrecht vormde.

## Buurten in de buurtschap Stolwijkersluis
De buurtschap Stolwijkersluis is onderverdeeld in 2 complementaire buurten: 
- Stolwijkersluis Oost en
- Stolwijkersluis West.[1]

Binnenstad (incl. Nieuwe Park) · Bloemendaal · Plaswijck · Noord (incl. Achterwillens) · Korte Akkeren · Kort Haarlem (incl. Josephbuurt, Oosterwei, Vreewijk en Voorwillens) · Goverwelle · Stolwijkersluis · Westergouwe (incl. Oostpolder in Schieland met Broek en Broekhuizen)